# Clark's Pies

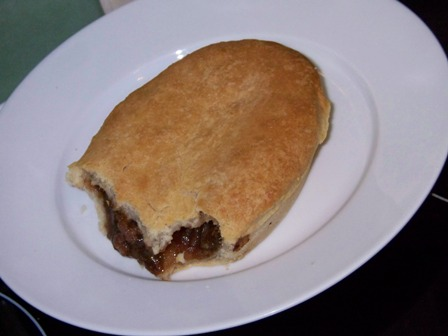
Un Clark's Pie.

Los Clark's Pies (llamados coloquialmente Clarkies o Clarksies) son unos pasteles de carne muy conocidos en el Gales del Sur y el oeste de Inglaterra.
La receta exacta del relleno del pastel es un secreto celosamente guardado. Contiene ternera, verdura y gravy. Su masa es lo suficientemente gruesa como para evitar el uso de un envoltorio de papel de aluminio, permitiendo además su consumo con los dedos sin desmenuzarse.

## Historia
Los primeros pasteles fueron vendidos en una tienda abierta en Llanmaes Street en Grangetown (Cardiff). Un segundo local abrió en Cowbridge Road East en la cercana Canton (Cardiff) en la década de 1930. Durante la Segunda Guerra Mundial la primera estuvo cerrada debido al racionamiento de carne.
En la década de 1920 Percy, el hijo de Mary, abrió su tienda en North Street, en Bedminster (Bristol), desde donde edificó su imperio. La tienda sigue siendo propiedad de su hijo, Roger Clark, el último miembro de la familia en el negocio. Durante la Segunda Guerra Mundial Percy vigilaba los incendios desde el tejado de su tienda y su esposa Nellie Louise mantenía abierto el negocio vendiendo sus Aunt Nellies Veggie Pies (‘pasteles vegetales de la tía Nellie’), por el racionamiento de carne. Por Navidad se ofrecía a cocinar los pavos de los residentes en los hornos de la panadería.
Dennis Dutch, un nieto de Mary Taylor, abrió la tercera tienda de pasteles el 10 de mayo de 1955 en Bromsgrove Street, Grangetown (Cardiff).